# Children of the Future
| Оценки критиков | Оценки критиков |
| Источник        | Оценка          |
| --------------- | --------------- |
| AllMusic        | [ 4 ]           |
| Rolling Stone   | (благосклонный) |

Children of the Future — дебютный студийный альбом американской рок-группы Steve Miller Band, выпущенный в июне 1968 года на лейбле Capitol Records. Он был спродюсирован британским продюсером/звукоинженером Глином Джонсом, который в дальнейшем прославится своим сотрудничеством с другой американской группой — The Eagles.
Альбом записывался в Лондоне (в Olympic Studios). Стиль диска колеблется в рамках психоделического рока и британского блюза. Журнал Rolling Stone описал первую сторону, «выполненной в духе „Сержанта Пеппера“» (англ. constructed like Sgt Pepper). Рецензент журнала Crawdaddy! Питер Ноблер назвал альбом «воплощением трёхкратного мастерства, знания и вдохновения». Большинство песен было написано в тот период, когда Миллер работал уборщиком в техасской звукозаписывающей студии. Песню «Baby’s Callin' Me Home» написал Боз Скаггс, который затем добился мировой известности как сольный исполнитель.

## Переиздание 2012 года
В сентябре 2012 года альбом был переиздан британским лейблом Edsel Records с добавлением в качестве бонус-трека неальбомный сингл «Sittin' In Circles».

## Список композиций
Автор всех песен — Стив Миллер, кроме отмеченных.
Сторона 1
1. «Children of the Future» — 2:59
2. «Pushed Me to It» — 0:38
3. «You’ve Got the Power» — 0:53
4. «In My First Mind» (Миллер, Джим Питерман) — 7:35
5. «The Beauty of Time Is That It’s Snowing (Psychedelic B.B.)» — 5:17

Сторона 2
1. «Baby’s Callin' Me Home» (Боз Скаггс) — 3:24
2. «Steppin' Stone» (Скаггс) — 3:02
3. «Roll with It» — 2:29
4. «Junior Saw It Happen» (Джим Пулт) — 2:29
5. «Fanny Mae[англ.]» (Бастер Браун[англ.]) — 3:04
6. «Key to the Highway[англ.]» (Биг Билл Брунзи, Чарли Сигар[англ.]) — 6:18

## Участники записи
- Стив Миллер — гитара[1], ведущий (1—5, 7, 8, 11) и бэк-вокалы, губная гармоника
- Боз Скаггс — гитара[1], бэк и ведущий (6, 7) вокалы
- Лонни Тёрнер — бас-гитара[1], бэк-вокал
- Джим Питерман — орган Хаммонда, меллотрон (1—5)[1], бэк-вокал
- Тим Дэвис[англ.] — ударные[1], бэк и ведущий (9, 10) вокалы

Дополнительный персонал
- Глин Джонс — продюсер/звукоинженер
- Бен Сидран[англ.] — клавесин в треке «Baby’s Calling Me Home»

## Позиция в чартах
| Чарт (1968)      | Позиция |
| ---------------- | ------- |
| US Billboard 200 | 134     |